# هرتزل بودینگر
هرتزل بودینگر (انگلیسی: Herzl Bodinger؛ زادهٔ ۱۹۴۳) سرلشکر بازنشسته نیروهای دفاعی اسرائیل است، که در فاصله سال‌های ۱۹۹۲ تا ۱۹۹۶ به‌عنوان دوازدهمین فرمانده نیروی هوایی اسرائیل فعالیت می‌کرد.

## زندگی‌نامه
بودینگر در اسرائیل متولد شد و در سال ۱۹۶۱ به ارتش اسرائیل پیوست. او داوطلب شد تا در آکادمی پرواز شرکت کند و به عنوان خلبان جنگنده فارغ‌التحصیل شد و با هواپیماهای داسو میستر و سود اویاسیون واتور پرواز کرد.
در طول جنگ شش روزه، بودینگر به عنوان خلبان واتور خدمت کرد و در عملیات موکد شرکت کرد و به فرودگاه‌های عراق و مصر حمله کرد و ده بمب‌افکن توپولف تو-۱۶ را روی زمین منهدم کرد.
در طول جنگ یوم کیپور، او خلبان داسو میراژ ۳ بود و یک میگ-۱۷ سوری را سرنگون کرد. در طول درگیری‌های پس از جنگ، او یک میگ-۲۱ سوری را بر فراز لبنان سرنگون کرد.
بودینگر از ژانویه ۱۹۹۲ تا ژوئیه ۱۹۹۶ فرماندهی نیروی هوایی اسرائیل را بر عهده گرفت. در طول ۳۵ سال فعالیت حرفه‌ای خود، بودینگر حدود ۶۰۰۰ ساعت پرواز کسب کرد و ۴۵۱ سورتی پرواز هوایی انجام داد.